# デブレツェン市電
デブレツェン市電（デブレツェンしでん、ハンガリー語: Debrecen villamosvonal-hálózata
）は、ハンガリー第二の都市であるデブレツェン市内に存在する路面電車。2021年現在は路線バスやトロリーバス（デブレツェン・トロリーバス）と共に、デブレツェン市の完全子会社であるデブレツェン交通株式会社（Debreceni Közlekedési Zrt.、DKV）によって運営されている。

## 歴史

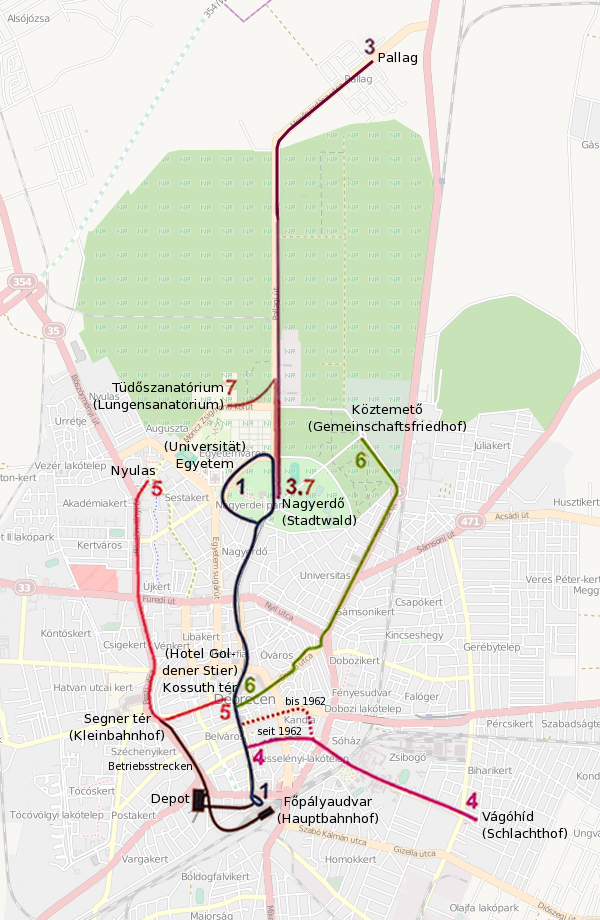
1970年時点の路線図

デブレツェン市内における軌道交通の歴史は1884年10月2日に開通した非電化の鉄道から始まり、同年10月13日からは貨物輸送も開始された。これらの路線は同時期のオーストリア＝ハンガリー帝国の各都市で見られた鉄道馬車に加え、幹線にあたる路線には蒸気機関車が牽引する客車列車が導入され、後者はオーストリア＝ハンガリー帝国の都市軌道交通における初の事例となった。その後、20世紀に入り路線網の電化が望まれるようになったが、特に電力供給に関して計画は難航し、路面電車の営業運転が始まったのは1911年3月6日となった。以降は既存の路線の電化に加えて新規路線の建設が続いたが、第二次世界大戦によってデブレツェン市内と同様に路面電車網も甚大な被害を受け、終戦後数年間はそれらの復旧に費やされた。
1950年に運営組織が国営化されて以降は路線網の拡大は続き、1956年には全長35.6 kmの路線規模となった。車両についても長年使用され老朽化が進んでいた2軸車に代わり、ハンガリー国産の2軸車が多数導入された。だが、1970年代以降は路線網が順次バスに置き換えられていき、1970年から1975年にかけて大半の路線が廃止に追いやられた。
それ以降、ハンガリーの民主化や運営組織のデブレツェン市の子会社化を経て、デブレツェン市電は1系統（1号線）のみが運行する状態が長く続いていた。そんな中、西部の住宅地を発着する路線バスの混雑を解消するべく、同地区へ向けて新規の路面電車路線である2号線（2-es villamos）を建設する計画が2000年に立案され、複数の過程を経て2006年までに具体的な計画案が策定された。その後、2008年のハンガリー政府からの認可および欧州連合からの助成金の承認、2010年の建設業者の入札を経て、同年9月から建設が始まった。このプロジェクトに関しては2号線の建設に加え、輸送力増強を目的とした超低床電車の導入や車両基地の更新工事も同時に行われ、2013年12月4日から試運転が行われた後、2014年2月26日から営業運転が開始された。以降2021年現在までデブレツェン市電は2系統による運行が行われている。

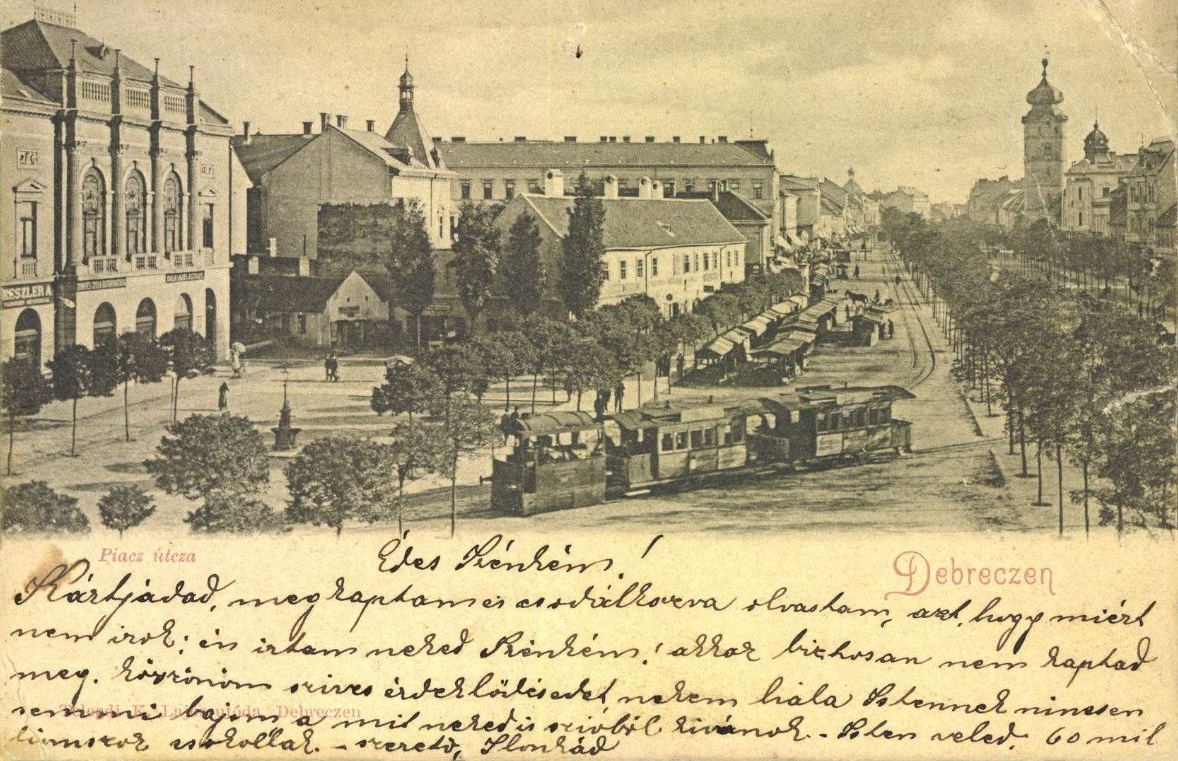
スチームトラムが牽引する客車列車（1900年頃の絵葉書）
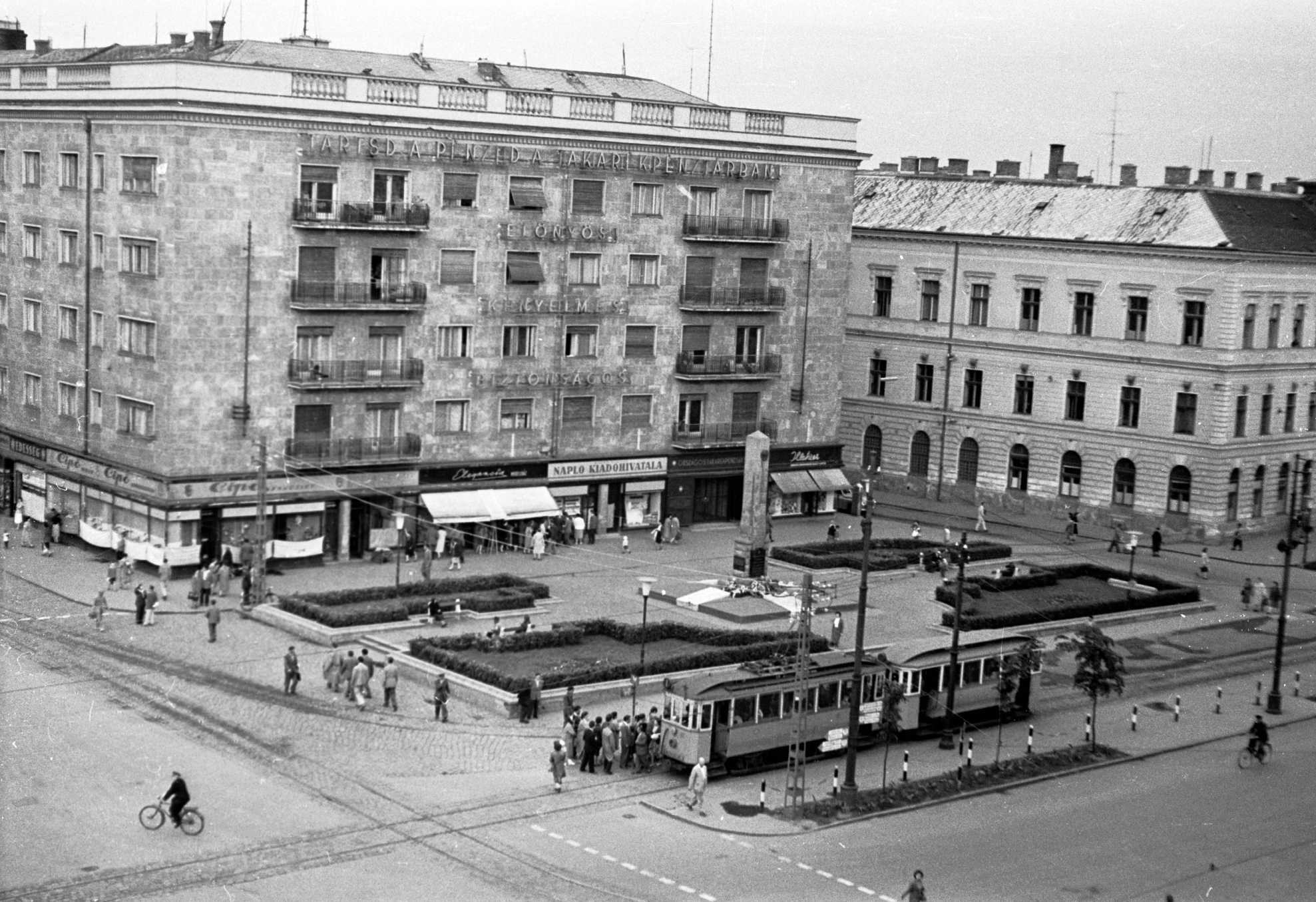
1960年代のデブレツェン市電（1965年撮影）

## 系統
前述のとおり、2021年現在デブレツェン市電では以下の2系統が運行している。
| 系統番号 | 経路                                     | 備考               |
| -------- | ---------------------------------------- | ------------------ |
| 1        | Nagyállomás - Egyetem - Nagyállomás      | ラケット式環状系統 |
| 2        | Nagyállomás - Doberdó utca - Nagyállomás | ラケット式環状系統 |

路線図
1号線
2号線

## 車両
2021年現在、デブレツェン市電で営業運転に使用されているのは以下の2形式である。これら以外に、第二次世界大戦前に製造された2軸車や社会主義時代に導入された連接車の一部が動態保存車両として在籍する。
- KCSV-6 - 社会主義時代に導入された一連の連接車の置き換えを目的に1990年代に導入された2車体連接車。ハンガリーの国内企業であるガンツによって生産された、2021年の時点で同企業最後の路面電車車両で、1号線で使用されている[7][11]。
- ウルボス3 - 2号線の開通に合わせて導入された、車内全体が低床構造となっている5車体連接車。2013年から2014年にかけて導入が実施され、1・2号線双方で使用されている[9][12][13]。

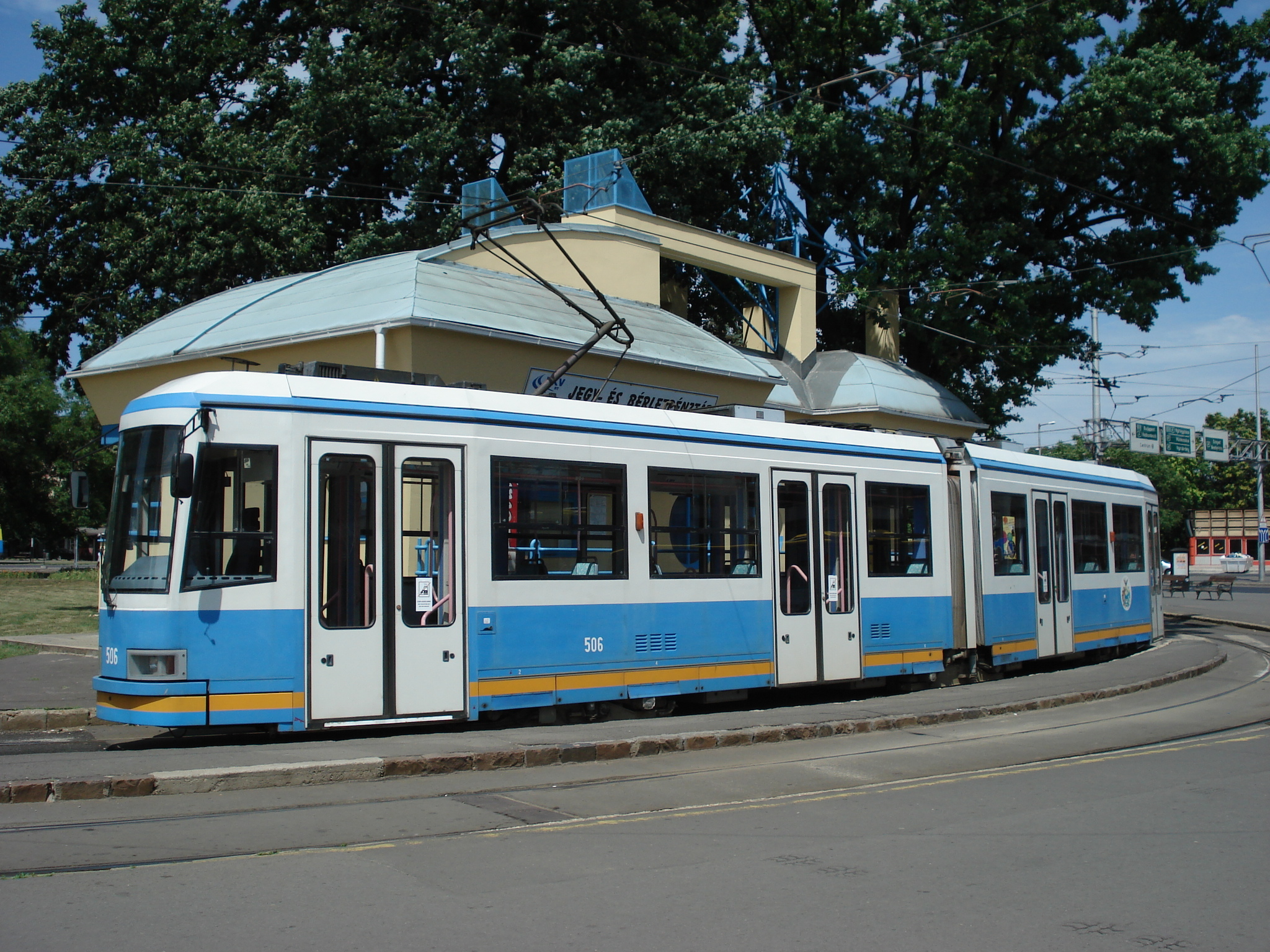
KCSV-6（2007年撮影）
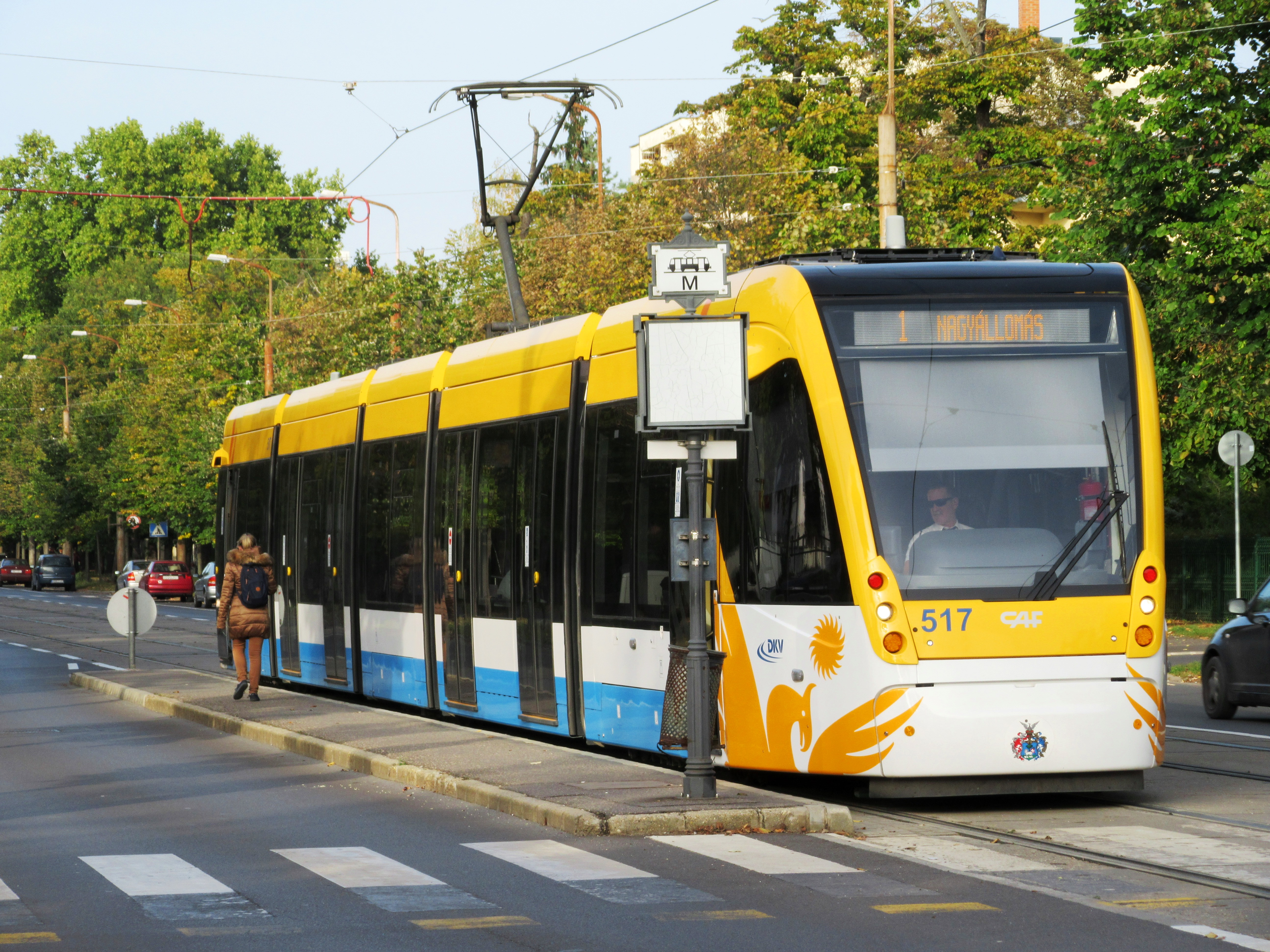
ウルボス3（2016年撮影）
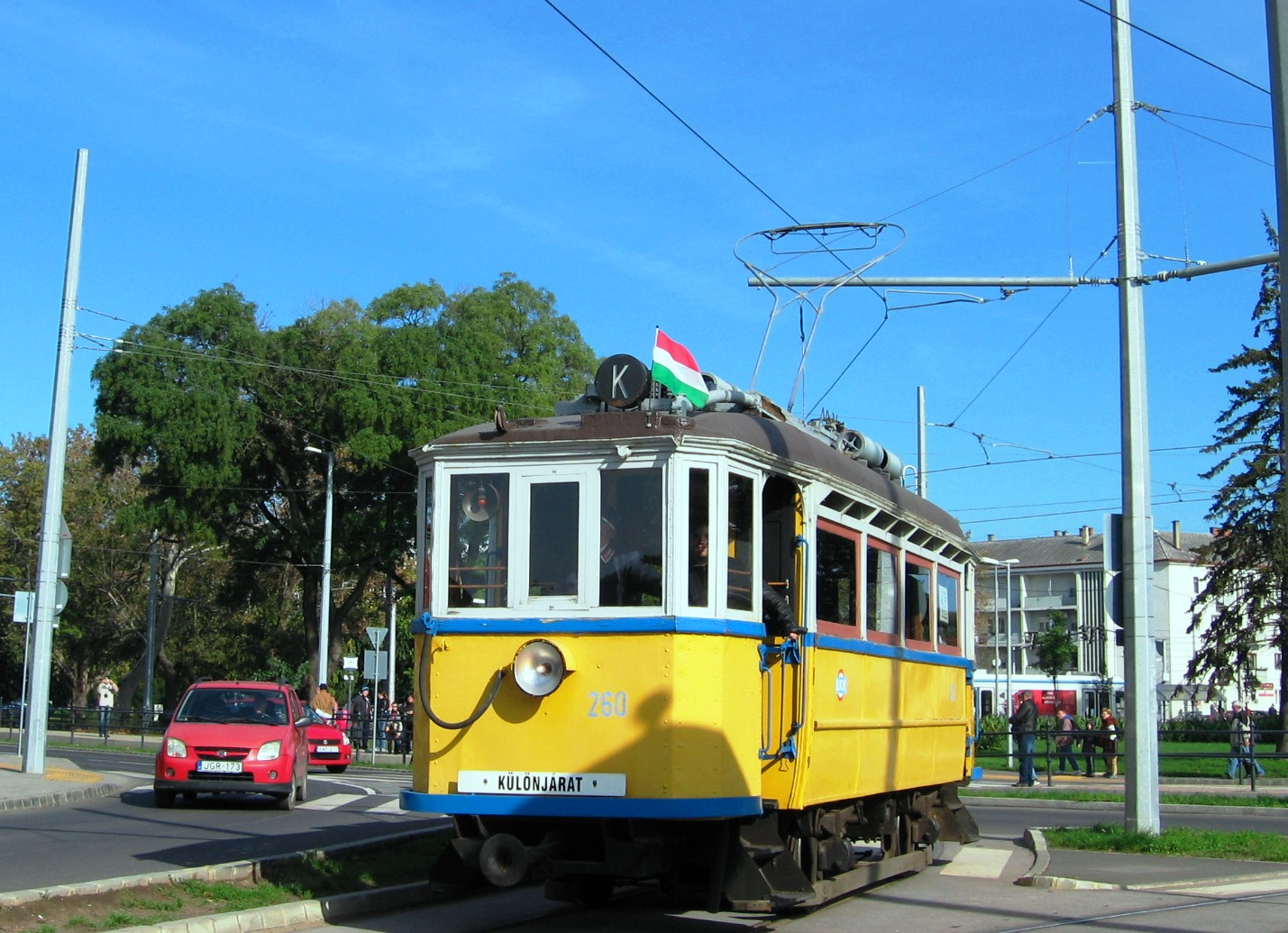
動態保存車両（2軸車）（2015年撮影）
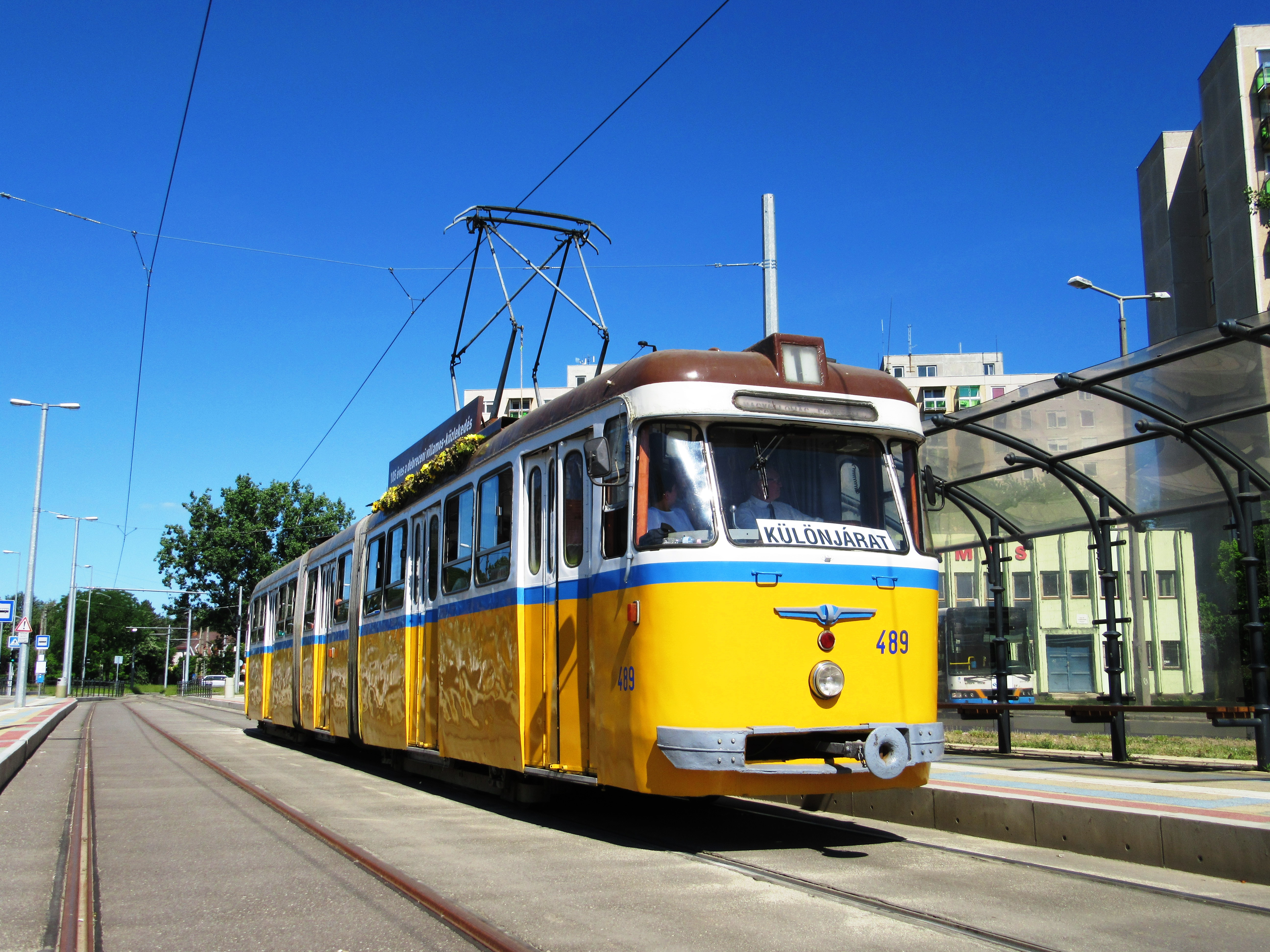
動態保存車両（連接車）（2015年撮影）

## 参考資料
- 宇都宮浄人「海外LRT事情・LRT化を進めるハンガリー」『路面電車EX 2019』第14巻、イカロス出版、2019年11月19日、106-114頁、ISBN 978-4802207621。